# Tyrannochthonius gezei
Tyrannochthonius gezei är en spindeldjursart som beskrevs av Max Vachon 1941. Tyrannochthonius gezei ingår i släktet Tyrannochthonius och familjen käkklokrypare. Inga underarter finns listade i Catalogue of Life.